# 東堀橋

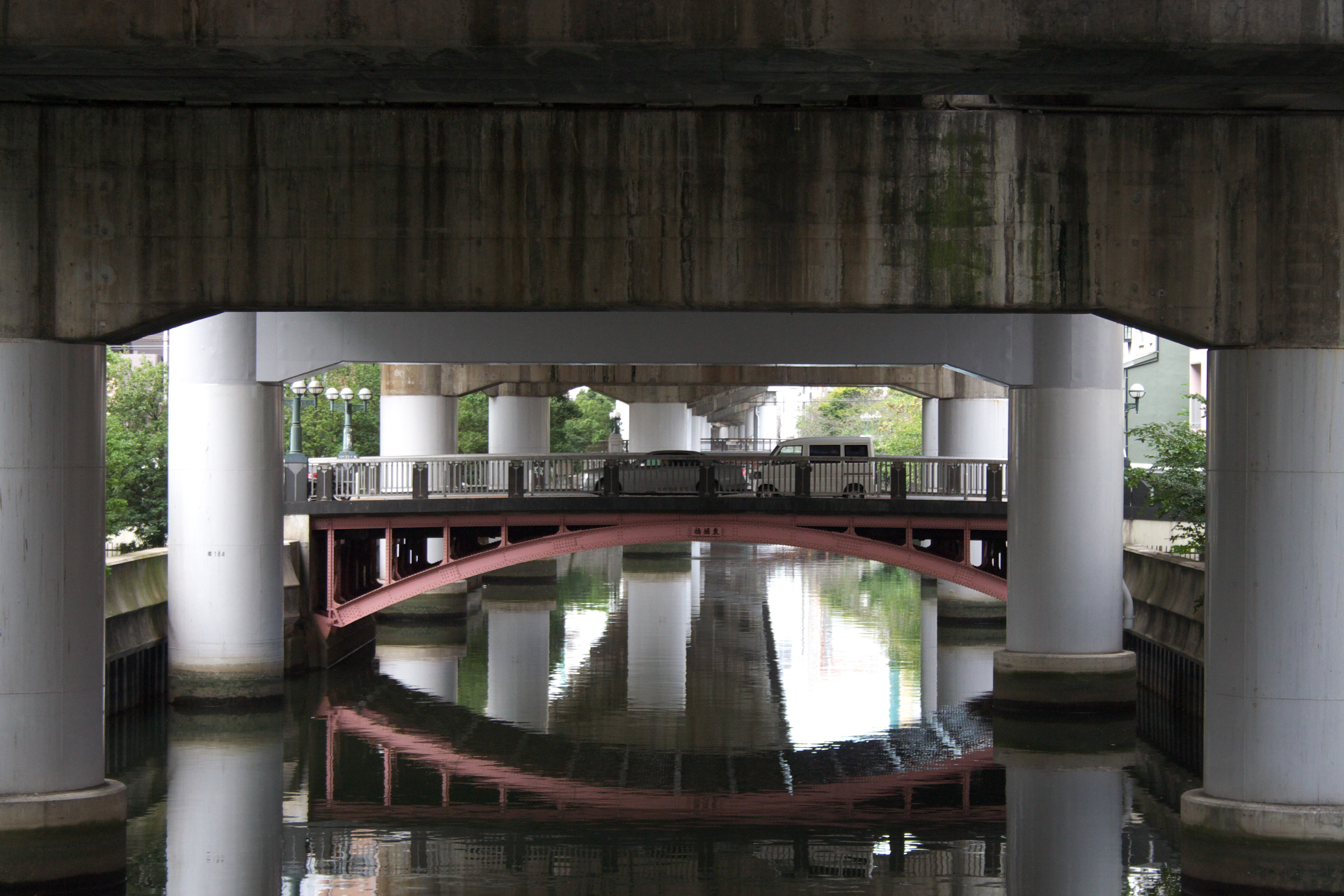
東堀橋（阪神高速1号環状線下より撮影）

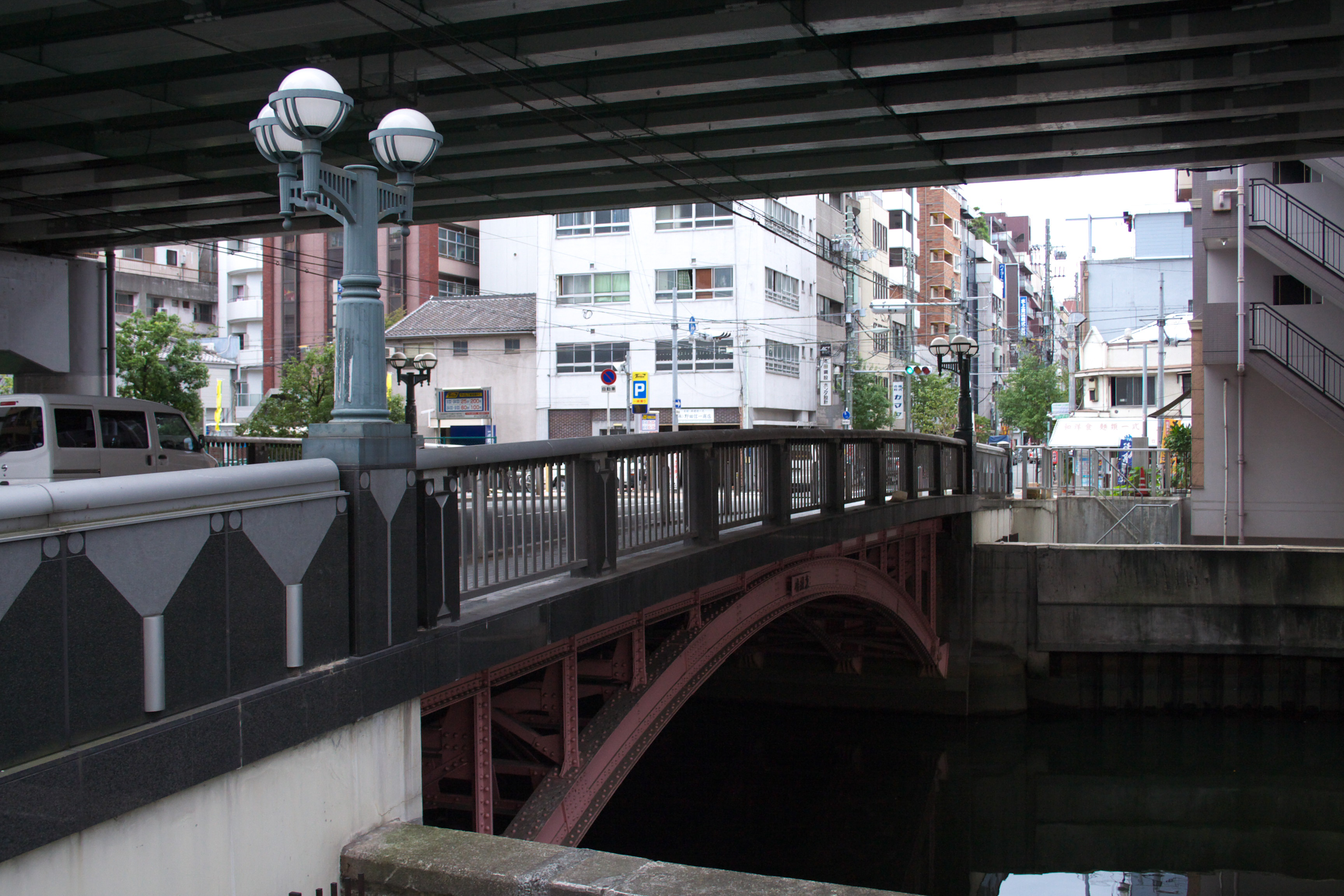
東堀橋（周防町通より撮影）

東堀橋（ひがしほりばし）は、大阪市の東横堀川に架かる橋。
大阪市中央区瓦屋町と島之内の間を結んでおり、当橋を通る周防町筋を境に北が1丁目・南が2丁目となる。橋の上を阪神高速1号環状線が通過している。

## 概要
關一大阪市長が推進した大阪市第一次都市計画事業に基づき、1936年（昭和11年）に周防町筋（アメリカ村のメイン通りやヨーロッパ通りとしても知名度がある）が市道堀江玉造線として貫通・拡幅整備された際、鋼製アーチ橋として架けられた。東堀橋の開通により、玉造と九条が一本の道路で結ばれた。
1994年（平成6年）に改修・整備され、橋柱の道路照明灯などもレトロな雰囲気の趣ある橋になっている。

## 仕様
- 鋼製アーチ橋。
- 橋長33.10m、幅12.73m。

## 周辺情報
- 九之助橋（東横堀川 ひとつ上流の橋）
- 瓦屋橋（東横堀川 ひとつ下流の橋）

- 大阪市立中央小学校
- スーパー玉出周防町店

## 交通アクセス
- Osaka Metro 松屋町駅4番出口　およそ400m　徒歩7分
- 大阪シティバス 「瓦屋町二丁目」